# Ghiacciaio Wright superiore
Il ghiacciaio Wright superiore è un piccolo e ripido ghiacciaio lungo circa 10 km situato nella regione centro-occidentale della Dipendenza di Ross, in Antartide. Il ghiacciaio, il cui punto più alto si trova a circa 1200 m s.l.m., si trova in particolare all'estremità occidentale della valle di Wright, tra le estremità occidentali della dorsale Olympus, a nord, e della dorsale Asgard, a sud, dove fluisce verso est, a partire dalle cascate di ghiaccio Airdevronsix e terminando il suo percorso poco all'interno della valle, in corrispondenza dell'inizio di una zona pianeggiante e fortemente erosa, verosimilmente creata proprio dallo stesso ghiacciaio durante il suo ritiro avvenuto in epoche passate, chiamata Labirinto.

## Storia
Come il ghiacciaio Wright inferiore, situato all'estermità opposta della valle, anche il ghiacciaio Wright superiore è stato così battezzato dai membri della spedizione di ricerca antartica svolta dalla Università Victoria di Wellington nel 1958-59 in onore di C. S. Wright, un fisico facente parte della spedizione Discovery, condotta dal 1904 al 1907 e comandata dal capitano Robert Falcon Scott.

## Mappe

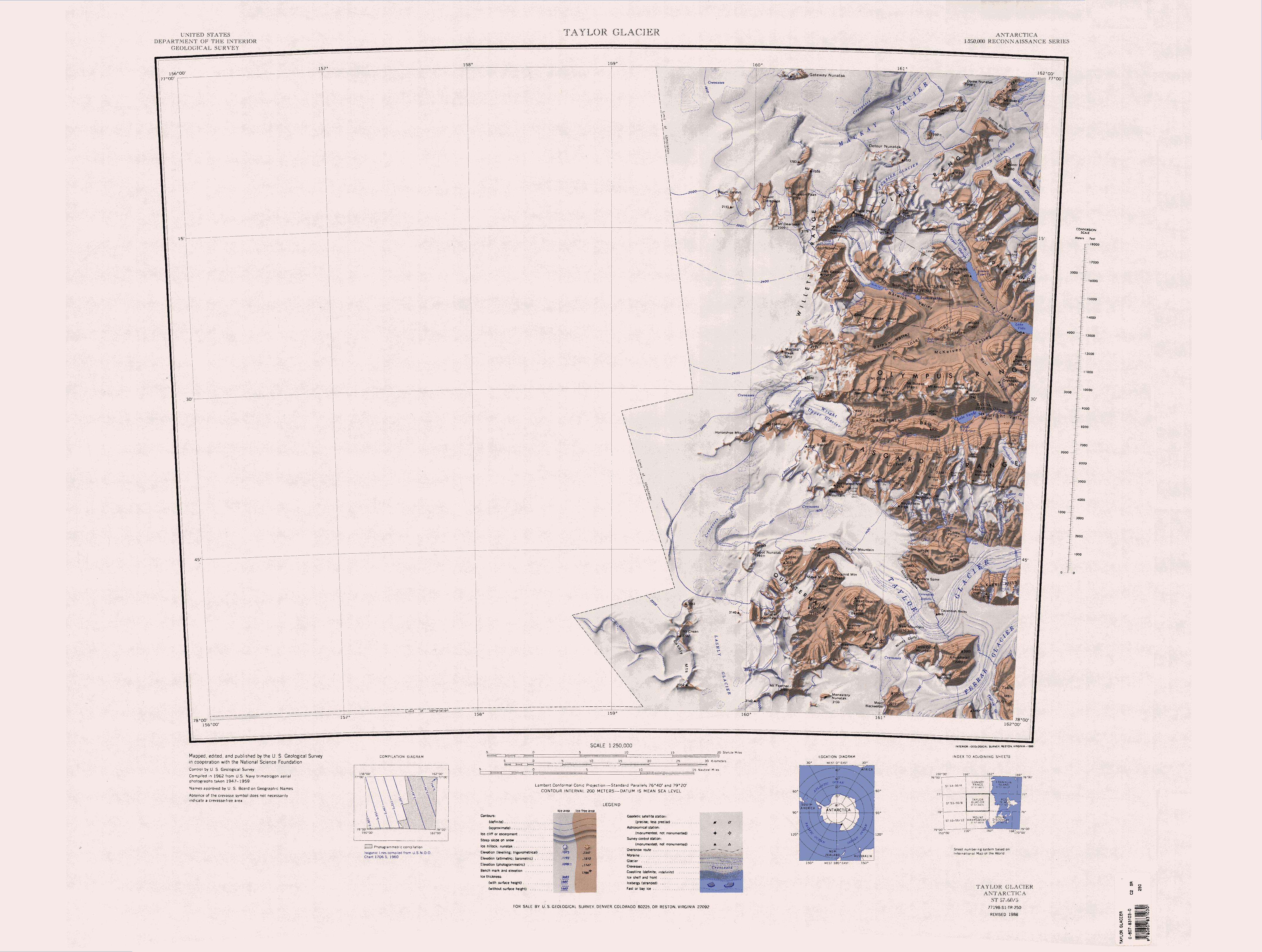
Nella parte centro-orientale di questa mappa in scala 1:250 000 realizzata dallo USGS è possibile vedere il flusso del ghiacciaio Wright superiore.